# Stefanie Siebers
Stefanie Siebers (* 15. Januar 1970 in Wuppertal) ist eine deutsche Schauspielerin und Schauspiellehrerin.

## Leben
Von 1991 bis 1995 studierte Stefanie Siebers an der Hochschule für Musik, Theater und Medien Hannover und arbeitete zunächst von 1995 bis 1998 am Theater Paderborn, danach war sie freischaffend tätig und brachte in dieser Zeit ihr erstes Kind zur Welt. In der Spielzeit 2001/02 wirkte sie an der Burghofbühne Dinslaken, 2003 wurde sie dann erneut Mutter. Von 2004 bis 2006 trat sie wiederum in Paderborn auf, danach spielte sie gastweise an der Klibühni Chur. Seit 2007 gehört sie dem Ensemble des Theaters Die Mimosen, einem Theater für Kinder, in Düsseldorf an.
Siebers spielte unter anderem Marie Beaumarchais in Johann Wolfgang von Goethes Clavigo und die Anja in Anton Tschechows Kirschgarten. Im Zerbrochnen Krug von Heinrich von Kleist war sie die Eve, in Bertolt Brechts und Kurt Weills Dreigroschenoper die Seeräuber-Jenny.
Vor der Kamera arbeitet Siebers nur sporadisch. Neben einigen Kurzfilmen spielte sie in einigen Folgen der Seifenoper Verbotene Liebe, in dem zweiteiligen Kriminalfilm Die Lebenden und die Toten – Ein Taunuskrimi wurde sie in einer Nebenrolle besetzt.
Seit 2002 hat Stefanie Siebers eine Dozentur an der Hochschule für Musik und Tanz Köln in den Bereichen Sprecherziehung und Schauspiel in der so genannten Abteilung Wuppertal. Theaterpädagogisch arbeitet sie darüber hinaus an Schulen.

## Filmografie (Auswahl)
- 1999: Verbotene Liebe (3 Folgen als Schwester Maria)
- 2017: Die Lebenden und die Toten – Ein Taunuskrimi